# Tinea sequens
Tinea sequens är en fjärilsart som beskrevs av Edward Meyrick 1919. Tinea sequens ingår i släktet Tinea och familjen äkta malar.
Artens utbredningsområde är Guyana. Inga underarter finns listade i Catalogue of Life.